# Teemu Pukki
Teemu Eino Antero Pukki (* 29. března 1990 Kotka) je finský profesionální fotbalista, který hraje na pozici útočníka za americký klub Minnesota United FC a za finskou fotbalovou reprezentaci.
Je odchovancem klubu FC KooTeePee, kde debutoval v seniorském týmu již jako šestnáctiletý. V roce 2008 přestoupil do španělského prvoligového týmu Sevilla FC, nedokázal se však prosadit do základní sestavy a v roce 2010 se vrátil do Finska. Působil v týmu Helsingin Jalkapalloklubi, s nímž vyhrál ligu v letech 2010 a 2011 a finský fotbalový pohár 2011. V letech 2011–2013 hrál za FC Schalke 04, v letech 2013–2015 za Celtic FC (mistr Skotska 2014) a 2015–2018 za Brøndby IF (vítěz dánského poháru 2018). V roce 2018 přestoupil do Norwiche, jemuž pomohl o rok později k postupu do Premier League, když byl s 29 brankami nejlepším střelcem druhé nejvyšší soutěže. V roce 2023 přestoupil do amerického klubu Minnesota United FC.
Ve finské reprezentaci nastupuje od roku 2009, odehrál 80 utkání a vstřelil 25 branek. Deseti brankami v kvalifikační skupině přispěl k postupu svého týmu na mistrovství Evropy ve fotbale 2021, což byl vůbec prvním velkým mezinárodním turnajem, jehož se Finové zúčastnili.
Byl zvolen finským sportovcem roku 2019.

## Klubová kariéra

### KTP
Pukki začal kariéru ve svém dětství v HOPS (Hovinsaaren Palloseura), zatímco žil v Hovinsaari, Kotka. Debutoval ve svých 16 letech a díky svým výkonům byl pozván, aby hrál za Finsko na mezinárodní úrovni. Během dvou sezón ve finské Premier League (Veikausliiga) měl 29 startů a 3 góly.

### Sevilla
Pukki se přemístil do Sevilli z KTP a poprvé se objevil na lavičce v utkání proti Realu Madrid 7. prosince 2008, ale nenastoupil. Debutoval v domácím utkání proti Racingu 25. ledna 2009. V Seville si připadal zbytečný, tak se rozhodl vrátit zpátky do Finska.

### HJK
28. srpna 2010, Pukki podepsal tří a půl roční smlouvu s finským HJK. Pukki debutoval 30. srpna v zápase proti IFK Mariehamn. První gól za HJK dal v dalším zápase proti FF Jaro, což byl jeho první gól v ligovém zápase za téměř dva roky. Během sezóny 2010 nastoupil za Helsinki v 7 zápasech a dal 2 góly. Na konci sezóny HJK s Pukkim vyhráli ligový pohár a byli druzí ve Finském poháru.
Během sezóny 2011 dal 11 gólů a zaznamenal 8 asistencí v 18 ligových zápasech. Byl vybrán do Hvězdného týmu Veikkausliigy za sezónu 2011. Pukki byl také klíčovou figurou v kvalifikaci do Ligy Mistrů UEFA a Evropské ligy UEFA. Dal dva góly proti Bangor City a oba góly v domácím zápase proti FC Schalke 04, proti kterému doma vyhráli 2:0. Pukki také dal jediný gól HJK ve venkovním zápase s Schalke, ve kterém prohráli 6:1.

### Schalke 04
31. srpna 2011, Pukki přestoupil do Schalke a podepsal tříletou smlouvu. Debutoval 18. září, když střídal v 66. minutě v zápase proti Bayernu Mnichov. 6. listopadu vstřelil dva góly za Schalke, když debutoval v základní jedenáctce proti Honnoveru 96. Tímto počínáním se stal třetím Finem, co skóroval v německé Bundeslize po Ari Hjelmovi a Pasi Rautiainenovi.

### Celtic
Pukki podepsal čtyřletou smlouvu se Celticem za nezveřejněnou cenu 31. srpna 2013. Hned při svém debutu 14. září 2013 skóroval v zápase proti Hearts a znovu při svém domácím debutu 21. září proti St Johnstone. První sezóna Pukkiho v Celticu byla považována za zklamání i proto, že jeho forma nebyla nejlepší. Z počátku si myslel, že hrát ve Skotsku bude "snazší" než v Německu. Musel se přizpůsobit rychlosti a síle hráčů ve Skotsku a řekl: "Skotský fotbal není jednoduchý. Není to vůbec špatná liga."
8. července 2014 Pukki zaznamenal svůj první hattrick za Celtic v přátelském zápase proti LASK Linz, ve kterém Celtic vyhrál 5:2. Pukki skóroval dvakrát ve vítězném zápase domácím zápase proti KR Reykjavik v kvalifikaci do Ligy mistrů, zápas skončil 4:0 a celkově Celtiv vyhrál 5:0 (druhý zápas skončil 1:0 pro Celtic). Nicméně v dalším zápase proti Legii Varšava zápolil se svou formou a byl vystřídán o poločase.

### Brøndby
1. září 2014 podepsal Pukki roční hostování s opcí do dánského klubu Brøndby IF, s možností odkupu. Debutoval o 13 dní později v ligovém zápase proti Randers a dal svůj první gól o dva týdny později v remízovém zápase 2:2 venku proti Esbjergu. V dalších 4 zápasech dal další 4 góly a byl odměněn za jeho formu tím, že vyhrál hlasování za nejlepšího hráče Superligy za měsíc říjen. Na konci sezóny byl Pukki nejlepším střelcem Brøndby s 9 góly. 19. června 2015 podepsal Pukki tříletou smlouvu s Brøndby za nezveřejněnou cenu. 4. srpna 2016 Pukki vsítil tři góly ve třetím kole kvalifikace Evropské ligy 2016/17 proti Hertha BSC, tím vyřadil tým z Berlína, který po prvním zápase vedl 0:1, avšak vypadl po konečném výsledku 3:1.
13. července dal jednu branku proti VPS v prvním zápase druhého kvalifikačního kola v sezóně 2017/18 Evropské ligy, Brøndby postoupilo do dalšího kola po výhře 2:0. 10. května 2018 hrál za Brøndby, když Silkeborg IF porazili 3:1 a vyhráli finále Dánského poháru 2017/18.
Na konci sezóny 2017/18 byl uvolněný, když se s týmem nedohodli na nové smlouvě.

### Norwich City

#### sezóna 2018/19
30. června 2018 Pukki jako volný hráč vstoupil do Norwich City hrající druhou anglickou ligu EFL Championship a podepsal tříletou smlouvu. Debutoval 4. srpna, když hrál celých 90 minut v zápase s Birmingham City, který skončil remízou 2:2 a týden na to dal svůj první gól v zápase, který skončil 3:4 výhrou West Bromwiche Albion.
Od ledna do února 2019 Pukki skóroval osmkrát v 6 po sobě jdoucích zápasech. Tato série zahrnovala 2 góly z 10. února po výhře v derby proti Ipswich Town, díky čemuž se stal Finem s nejvíce góly v jedné sezóně Championshipu, překonal tím bývalého hráče Ipswiche Shefki Kuqiho s dvaceti góly ze sezóny 2004/05.
V dubnu 2019 byl Pukki vyhlášen nejlepší hráčem EFL Championshipu za sezónu 2018/19, a byl také zahrnut v týmu z nejlepších hráčů za tuto sezónu. Dále byl jmenován nejlepším hráčem sezóny Norwiche City a obdržel cenu Barry Butler Memorial Trophy.

#### sezóna 2019/20
3. července 2019 Pukki podepsal novou tříroční smlouvu. 9. srpna dal svůj první gól v Premier League ve venkovní prohře 4:1 proti Liverpoolu v úvodním utkání sezóny. Osm dní na to dal hattrick v zápase proti Newcastlu United, ve kterém vyhráli 3:1. Byl to první hattrick Norwiche od hattricku Efana Ekoku proti Evertonu v září 1993. Za měsíc srpen byl jmenován nejlepším hráčem Premier League. I přes to, že Pukki dal v této sezóně 11 gólů, tak Norwich sestoupil zpátky do Championshipu.

#### sezóna 2020/21
Pukki zůstal v Norwichi i po sestupu do Championshipu a dal svůj první gól v sezóně v zápase proti Prestonu North End, který skončil 2:2. Pukki pokračoval ve svojí špičkové formě v Championshipu a dal svojí patnáctou branku a dvěma góly rozhodl o výhře nad Blackburn Rovers 2:1. Pukki byl jmenován nejlepším hráčem Championshipu za měsíc únor 2021, dal sedm gólů v sedmi zápasech. 6. dubna 2021 dal svůj první hattrick v Championshipu a svůj dvacátý pátý gól v sezóně v zápase, kterým zničili Huddersfield Town 7:0.
V dubnu 2021 byl jmenován do EFL týmu sezóny a byl nominován na EFL Hráče Sezóny. Cenu však vyhrál jeho spoluhráč Emiliano Buendía.

#### sezóna 2021/22
Norwich opět postoupil do Premier League a Pukki i nadále zůstal loajální svému klubu. Svůj první gól sezóny dal 28. srpna 2021 v domácí zápase proti Leicesteru City, který však prohráli 1:2. Pukki za tuto sezónu dal 11 gólů, stejně jako v poslední sezóně, kdy byl Norwich v Premier League, avšak i přes to Norwich sestoupil zpátky do Championshipu.

#### sezóna 2022/23
V této sezóně Pukki neexceloval jako v předchozích letech v Championshipu, když vsítil pouhých 10 gólů ve 41 zápasech. Norwichi se nepodařilo postoupit zpět do Premier League když skončili na 13. místě. Po sezóně s Norwichem neobnovil smlouvu a přestoupil do americké MLS do týmu Minnesota United.

### Minnesota United FC
27. června 2023 podepsal Pukki smlouvu do června 2025, s opcí do prosince 2025. Hned ve svém druhém zápase, který skončil 3:0 pro Minnesotu, vstřelil svůj první gól na hřišti týmu Houston Dynamo. Pak 8. října dal v domácí výhře 5:2 proti Los Angeles Galaxy 4 góly, čímž se stal prvním hráčem Minnesoty, který vstřelil 4 góly v jediném zápase.

### Návrat do HJK Helsinki
24. ledna 2025 se po 13. letech v zahraničí navrátil Teemu Pukki do své vlasti do svého bývalého klubu HJK Helsinki, kde podepsal dvouletou smlouvu.

## Reprezentační kariéra

### Finské mládežnické týmy
Pukki debutoval na mezinárodní scéně 10. srpna 2005 ve věku patnácti let v zápase Finska U15 proti Walesu U15, ve kterém dal oba góly a Finsko U15 vyhrálo venku 0:2.

### Finský seniorský tým
Pukki debutoval za Finskou reprezentaci 4. února 2009, když střídal v přátelském zápase proti Japonsku. Svůj pátý reprezentační gól dal 22. března 2013, když vstřelil vyrovnávací branku na 1:1 úřadujícím mistrům světa a Evropy v kvalifikaci na mistrovství světa.
V sezóně 2018/19 Ligy národů UEFA, Finsko postoupilo z Ligy C. Pukki dal jediný gól v každém ze tří prvních finských zápasů, doma proti Maďarsku a doma i venku proti Estonsku.
Pukki vystřílel svými deseti góly historicky první postup na mistrovství Evropy v kvalifikaci na UEFA Euro 2020. Pukki hrál ve všech 3 mezinárodních zápasech na mistrovství Evropy 2020. Nedal ani jeden gól ani v jednom z těchto zápasů. Finsko se umístilo 3. ve skupině B a nepostoupilo do dalších fází.
12. října 2021, v kvalifikaci na Mistrovství světa 2022 proti Kazachstánu, vstřelil 2 branky, čímž překonal Jariho Litmanena jakožto nejlepšího střelce Finské fotbalové reprezentace.
V Lize národů UEFA - Liga B 2022-23, Pukki vsítil 3 branky v 6 zápasech. V roce 2023, Pukki odehrál 10 zápasů v Kvalifikaci na Mistrovství Evropy ve fotbale 2024, kdy vstřelil 2 branky a na dalších 5 nahrál.

## Statistiky

### Klubové
K zápasům odehraných k 19. červnu 2025
| Klub                         | Sezóna  | Liga                 | Liga   | Liga | Národní pohár | Národní pohár | Ligový pohár | Ligový pohár | Kontinentální poháry | Kontinentální poháry | Celkem | Celkem |
| Klub                         | Sezóna  | Liga                 | Zápasy | Góly | Zápasy        | Góly          | Zápasy       | Góly         | Zápasy               | Góly                 | Zápasy | Góly   |
| ---------------------------- | ------- | -------------------- | ------ | ---- | ------------- | ------------- | ------------ | ------------ | -------------------- | -------------------- | ------ | ------ |
| KTP                          | 2006    | Veikkausliiga        | 5      | 0    | 0             | 0             | 0            | 0            | —                    | —                    | 5      | 0      |
| KTP                          | 2007    | Veikkausliiga        | 24     | 3    | 0             | 0             | 0            | 0            | —                    | —                    | 24     | 3      |
| KTP                          | Celkem  | Celkem               | 29     | 3    | 0             | 0             | 0            | 0            | —                    | —                    | 29     | 3      |
| Sevilla Atlético (Sevilla B) | 2008/09 | Segunda división     | 17     | 3    | 0             | 0             | —            | —            | —                    | —                    | 17     | 3      |
| Sevilla                      | 2008/09 | La Liga              | 1      | 0    | 0             | 0             | —            | —            | 0                    | 0                    | 1      | 0      |
| Sevilla                      | Celkem  | Celkem               | 18     | 3    | 0             | 0             | —            | —            | 0                    | 0                    | 18     | 3      |
| HJK                          | 2010    | Veikkausliiga        | 7      | 2    | 1             | 0             | 0            | 0            | 0                    | 0                    | 8      | 2      |
| HJK                          | 2011    | Veikkausliiga        | 18     | 11   | 0             | 0             | 6            | 1            | 6                    | 5                    | 30     | 17     |
| HJK                          | Celkem  | Celkem               | 25     | 13   | 1             | 0             | 6            | 1            | 6                    | 5                    | 38     | 19     |
| Schalke 04                   | 2011/12 | Bundesliga           | 19     | 5    | 2             | 0             | —            | —            | 0                    | 0                    | 21     | 5      |
| Schalke 04                   | 2012/13 | Bundesliga           | 17     | 3    | 2             | 0             | —            | —            | 5                    | 0                    | 24     | 3      |
| Schalke 04                   | 2013/14 | Bundesliga           | 1      | 0    | 0             | 0             | —            | —            | 1                    | 0                    | 2      | 0      |
| Schalke 04                   | Celkem  | Celkem               | 37     | 8    | 4             | 0             | —            | —            | 6                    | 0                    | 47     | 8      |
| Celtic                       | 2013/14 | Scottish premiership | 25     | 7    | 1             | 0             | 1            | 0            | 5                    | 0                    | 32     | 7      |
| Celtic                       | 2014/15 | Scottish premiership | 1      | 0    | 0             | 0             | 0            | 0            | 4                    | 2                    | 5      | 2      |
| Celtic                       | Celkem  | Celkem               | 26     | 7    | 1             | 0             | 1            | 0            | 9                    | 2                    | 37     | 9      |
| Brøndby (host.)              | 2014/15 | Superligaen          | 27     | 9    | 3             | 2             | —            | —            | 0                    | 0                    | 30     | 11     |
| Brøndby                      | 2015/16 | Superligaen          | 33     | 9    | 3             | 1             | —            | —            | 8                    | 3                    | 44     | 13     |
| Brøndby                      | 2016/17 | Superligaen          | 34     | 20   | 4             | 3             | —            | —            | 8                    | 6                    | 46     | 29     |
| Brøndby                      | 2017/18 | Superligaen          | 36     | 17   | 5             | 1             | —            | —            | 3                    | 1                    | 44     | 19     |
| Brøndby                      | Celkem  | Celkem               | 130    | 55   | 15            | 7             | —            | —            | 19                   | 10                   | 164    | 72     |
| Norwich City                 | 2018/19 | Championship         | 43     | 29   | 1             | 0             | 2            | 1            | —                    | —                    | 46     | 30     |
| Norwich City                 | 2019/20 | Premier League       | 36     | 11   | 2             | 0             | 0            | 0            | —                    | —                    | 38     | 11     |
| Norwich City                 | 2020/21 | Championship         | 41     | 26   | 1             | 0             | 0            | 0            | —                    | —                    | 42     | 26     |
| Norwich City                 | 2021/22 | Premier League       | 37     | 11   | 3             | 0             | 1            | 0            | —                    | —                    | 41     | 11     |
| Norwich City                 | 2022/23 | Championship         | 41     | 10   | 1             | 0             | 1            | 0            | —                    | —                    | 43     | 10     |
| Norwich City                 | Celkem  | Celkem               | 198    | 87   | 8             | 0             | 4            | 1            | —                    | —                    | 210    | 88     |
| Minnesota United FC          | 2023/24 | Major League Soccer  | 14     | 10   | —             | —             | —            | —            | 5                    | 0                    | 19     | 10     |
| Minnesota United FC          | 2024/25 | Major League Soccer  | 22     | 4    | —             | —             | —            | —            | 2                    | 0                    | 24     | 4      |
| Minnesota United FC          | Celkem  | Celkem               | 36     | 14   | —             | —             | —            | —            | 7                    | 0                    | 43     | 14     |
| HJK                          | 2024/25 | Veikkausliiga        | 12     | 6    | 0             | 0             | 5            | 5            | 0                    | 0                    | 17     | 11     |
| HJK                          | Celkem  | Celkem               | 12     | 6    | 0             | 0             | 5            | 5            | 0                    | 0                    | 17     | 11     |
| Celkem                       | Celkem  | Celkem               | 511    | 196  | 29            | 7             | 16           | 7            | 45                   | 17                   | 603    | 227    |

### Mezinárodní
K zápasům odehraných k 19. červnu 2025
| Finsko | Finsko | Finsko |
| Rok    | Zápasy | Góly   |
| ------ | ------ | ------ |
| 2009   | 1      | 0      |
| 2010   | 2      | 0      |
| 2011   | 6      | 0      |
| 2012   | 9      | 4      |
| 2013   | 10     | 2      |
| 2014   | 9      | 2      |
| 2015   | 7      | 0      |
| 2016   | 10     | 1      |
| 2017   | 8      | 1      |
| 2018   | 8      | 5      |
| 2019   | 10     | 10     |
| 2020   | 7      | 2      |
| 2021   | 13     | 6      |
| 2022   | 8      | 4      |
| 2023   | 10     | 2      |
| 2024   | 9      | 3      |
| 2025   | 3      | 0      |
| Celkem | 130    | 42     |